# Niuheliang

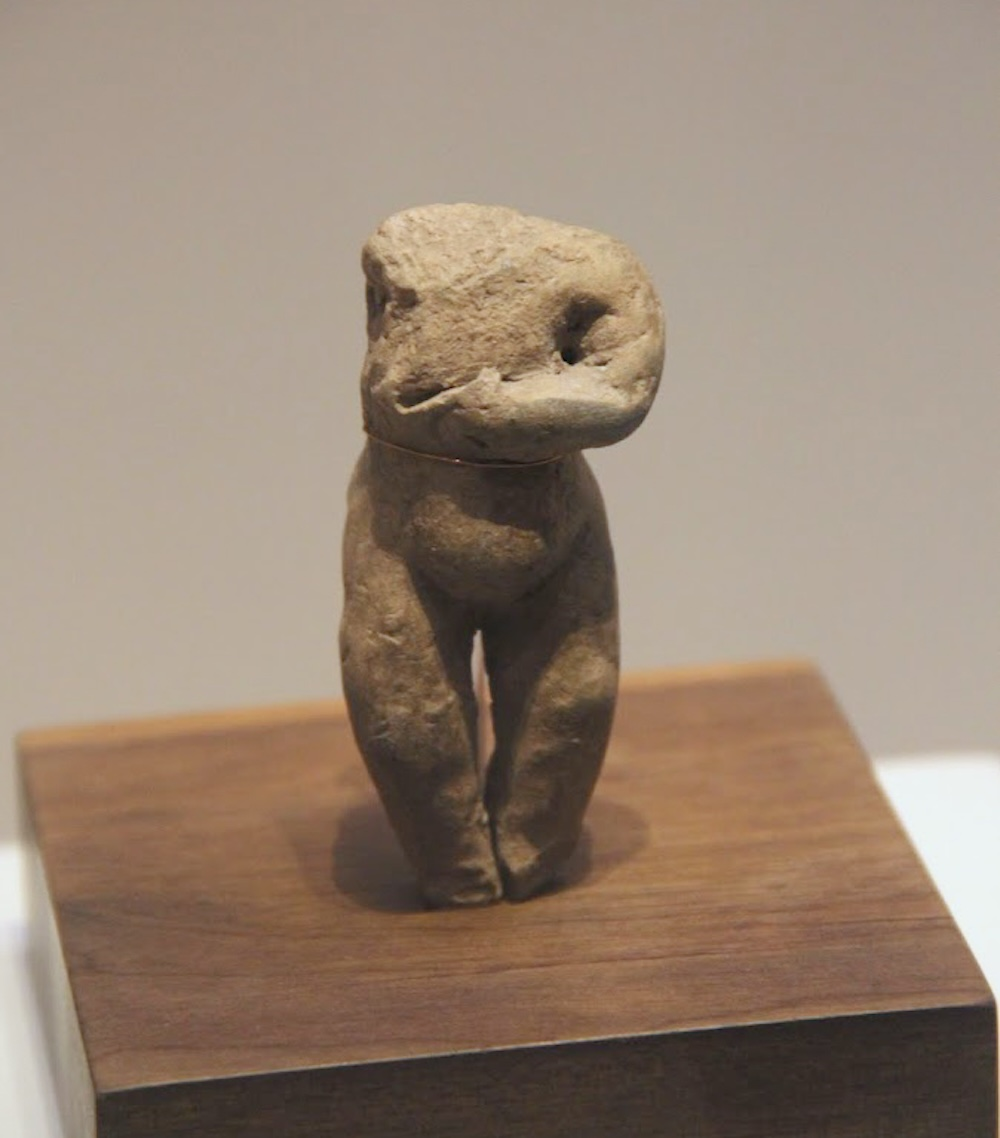
Torse féminin, 3500 av. J.-C., culture Hongshan, Liaoning, 1982. Hauteur 7,8 cm. Terre cuite brun rouge. Musée national de Chine.

Niuheliang est un site archéologique néolithique de la province du Liaoning, dans le nord-est de la Chine, situé au long des cours moyen et supérieur de la rivière Laoha et de la rivière Yingjin (actuellement à la frontière de Chaoyang et du comté de Jianping ),. Découvert en 1983, le site de Niuheliang appartient à la culture Hongshan (4700-2900 av. J.-C.). Il comprend des traces de la pratique d'une religion, comme un temple, un autel et un cairn.

## Description
Niuheliang est un grand site funéraire dispersé au sommet des collines sur une superficie de 50 kilomètres carrés. L'altitude de Niuheliang varie entre 550 mètres et 680 mètres au-dessus du niveau de la mer.
Niuheliang date de 3 500 à 3 000 avant notre ère. Il s'agissait d'un centre funéraire et sacrificiel actif à la fin de la période Hongshan. Jusqu'à présent, aucune implantation résidentielle n'y a été découverte.

## Temple
Le site comprend un temple unique situé sur une plate-forme en terre battue, comprenant un complexe d'autel et de cairn, couvrant une superficie d'environ 5 km 2. L'autel de Niuheliang était constitué de plates-formes en pierre, soutenues par des cylindres en argile peints. Un axe nord-sud relie ce complexe de temples au sommet central des monts Zhushan.
Des dragons-cochons et de grandes figurines nues en argile ont également été découverts à Niuheliang. Certaines figurines sont jusqu'à trois fois plus grandes que des humains réels ; l'intérieur des figurines est constitué de bois et de paille.
Six groupes de cairns ont été découverts à proximité, au sud et à l'ouest du site du temple. Les principaux objets funéraires accompagnant les tombes étaient des objets en jade, même si la plupart des tombes fouillées avaient déjà été pillées.

### Interprétation
Selon l'archéologue Guo Dashun, chargé des fouilles sur le site, deux variétés d'animaux sont représentés dans les jades : un sanglier aux yeux étroits et au museau plat ; et un ours, représenté par des yeux ronds et des oreilles courtes. Guo Dashun retrouve un symbolisme similaire du sanglier et de l'ours dans les récipients découverts sur le site de Xiaoheyan.
L'ours a été largement vénéré en Asie du Nord-Est, notamment par les Aïnous du nord du Japon, ainsi qu'en Sibérie. Ainsi, Guo Dashun voit ce site dans le contexte plus large de l’Asie du Nord-Est.

## Structure pyramidale
Ce site contient certains des éléments essentiels : temples, cairns et plates-formes, qui seront présents dans le culte ultérieur des ancêtres des Chinois 5000 ans plus tard.